# Angelo Palmas (arcivescovo)
Angelo Palmas (Villanova Monteleone, 21 dicembre 1914 – Roma, 9 giugno 2003) è stato un arcivescovo cattolico italiano.

## Biografia
Nato in provincia di Sassari e diocesi di Alghero, conseguì la licenza in filosofia e il dottorato in teologia e in diritto canonico e civile.
Fu ordinato sacerdote il 15 agosto 1938. Nel 1945 divenne alunno della Pontificia Accademia Ecclesiastica, entrando, l'anno seguente, nel servizio diplomatico della Santa Sede prima nella Segreteria di Stato, poi nelle nunziature apostoliche in Belgio, in Svizzera e in Libano, per poi tornare a Roma di nuovo nella Segreteria di Stato.
Fu nominato cameriere segreto soprannumerario il 5 agosto 1947, riconfermato poi il 28 ottobre 1958, e prelato domestico l'8 agosto 1959.
Il 17 giugno 1964, papa Paolo VI, con il breve Quemadmodum muneris creò la delegazione apostolica in Vietnam e Cambogia, con sede a Saigon, nominandolo contestualmente primo delegato apostolico ed eleggendolo in pari tempo arcivescovo titolare di Vibiana, sede pro illa vice promossa a titolo arcivescovile.
Ricevette l'ordinazione episcopale il successivo 28 giugno, nella Basilica Vaticana, dallo stesso pontefice, coadiuvato da Diego Venini, arcivescovo titolare di Adana ed elemosiniere segreto, e da Ettore Cunial, arcivescovo titolare di Soteropoli e vicegerente di Roma.
Nella stessa celebrazione furono consacrati Ernesto Camagni, Giovanni Fallani, il benedettino Pierre Salmon e Johannes Willebrands, futuro cardinale.
Negli anni trascorsi in Indocina, consacrò diversi vescovi, tra i quali, a Huè, il 13 aprile 1967, François-Xavier Nguyễn Văn Thuận, vescovo eletto di Nha Trang, poi cardinale presidente del pontificio Consiglio della Giustizia e della Pace, di cui è in corso il processo di beatificazione.
Rimase a Saigon cinque anni, fino al 1969, nel periodo in cui si fece più pesante la Guerra del Vietnam. Durante il suo episcopato fondò il Consiglio delle Religioni, al quale aderirono rappresentanti di cinque confessioni religiose: buddisti, cattolici, caodaisti e fedeli delle religioni Hòa Hảo e Bahá'í.
Il 19 aprile di quell'anno fu trasferito a Bogotà come nunzio apostolico in Colombia, succedendo a Giuseppe Paupini. Nello stato sudamericano fu il firmatario del concordato tra la Repubblica Colombia e la Santa Sede. Il 2 settembre 1975 fu nominato ad Ottawa come pro-nunzio apostolico in Canada, al posto di Guido Del Mestri, dove rimase fino al 10 marzo 1990.
Quel giorno fu richiamato a Roma e nominato consultore della Segreteria di Stato nella Prima Sezione per gli Affari Generali.
Il 4 maggio successivo divenne membro vescovo soprannumerario della Congregazione per i Vescovi e, il 17 novembre dello stesso anno, anche della Congregazione delle Cause dei Santi.
Morì a Roma, all'età di 88 anni, il 9 giugno 2003.

## Genealogia episcopale e successione apostolica
La genealogia episcopale è:
- Cardinale Scipione Rebiba
- Cardinale Giulio Antonio Santori
- Cardinale Girolamo Bernerio, O.P.
- Arcivescovo Galeazzo Sanvitale
- Cardinale Ludovico Ludovisi
- Cardinale Luigi Caetani
- Cardinale Ulderico Carpegna
- Cardinale Paluzzo Paluzzi Altieri degli Albertoni
- Papa Benedetto XIII
- Papa Benedetto XIV
- Papa Clemente XIII
- Cardinale Marcantonio Colonna
- Cardinale Giacinto Sigismondo Gerdil, B.
- Cardinale Giulio Maria della Somaglia
- Cardinale Carlo Odescalchi, S.I.
- Cardinale Costantino Patrizi Naro
- Cardinale Lucido Maria Parocchi
- Papa Pio X
- Papa Benedetto XV
- Papa Pio XII
- Cardinale Eugène Tisserant
- Papa Paolo VI
- Arcivescovo Angelo Palmas

La successione apostolica è:
- Vescovo Jacques Nguyễn Ngọc Quang (1965)
- Vescovo Joseph Lê Văn Ấn (1966)
- Cardinale François-Xavier Nguyễn Văn Thuận (1967)
- Vescovo Pierre Nguyễn Huy Mai (1967)
- Vescovo Jacques Nguyễn Văn Mầu (1968)
- Vescovo Alfonso Sánchez Peña, C.M.F. (1969)
- Arcivescovo Eladio Acosta Arteaga, C.I.M. (1970)
- Vescovo Jesús Emilio Jaramillo Monsalve, M.X.Y. (1971)
- Vescovo Ramón Mantilla Duarte, C.SS.R. (1971)
- Vescovo Javier Naranjo Villegas (1971)
- Cardinale Pedro Rubiano Sáenz (1971)
- Cardinale Darío Castrillón Hoyos (1971)
- Vescovo Libardo Ramírez Gómez (1972)
- Vescovo Hernando Rojas Ramirez (1972)
- Vescovo Jesús María Coronado Caro, S.D.B. (1973)
- Vescovo Charles-Omer Valois (1977)
- Vescovo Joseph Faber MacDonald (1980)